# Euscorpius balearicus
L'escorpí balear (Euscorpius balearicus) és una espècie d'escorpí endèmic de les illes Gimnèsiques.